# الائتلاف الأوروبي للجامعات الابتكارية
تأسس الائتلاف الأوروبي للجامعات الابتكارية (الاختصار العربي: ت.أ.ج.ب) في عام 1997، وهو شبكة تضم 14 جامعة.

## المهمة
وفقًا لموقع الائتلاف الأوروبي للجامعات الابتكارية، فإن مهمتهم هي: 
- المساهمة في تطوير اقتصاد أوروبي قائم على المعرفة، مع إشراك أعضاء الائتلاف الأوروبي للجامعات الابتكارية (الشركاء المساعدين) من خارج أوروبا.
- البناء على الابتكارات القائمة وتعزيز الجودة في المؤسسات الأعضاء، في مجالات التعاون الدولي، والتعليم والتعلم، والتنمية الإقليمية، ونقل التقنية، وتطوير الموظفين والطلاب.
- تطوير برامج تعليمية تعاونية، من خلال الاستفادة من نقاط القوة في البحوث والتعليم داخل المؤسسات الأعضاء.
- العمل كـ "وكيل للتغيير" من خلال تقديم مثال لأفضل الممارسات والتأثير على النقاش والسياسة بشأن الاتجاه المستقبلي للتعليم العالي الأوروبي.

## الجامعات الأعضاء
حتى عام 2022، يضم الائتلاف الأوروبي للجامعات الابتكارية أربعة عشر عضوًا، منهم شريك مساعد واحد من خارج أوروبا.
- جامعة ألبورغ ، الدنمارك
- جامعة دبلن ، أيرلندا
- الجامعة هامبورغ التقنية ، ألمانيا
- جامعة كاوناس التقنية ، ليتوانيا
- جامعة لينكوبنج ، السويد
- جامعة تامبيري ، فنلندا
- الجامعة المستقلة في برشلونة ، إسبانيا
- جامعة أفيرو ، البرتغال
- جامعة ستافنجر ، النرويج
- جامعة ترينتو ، إيطاليا
- جامعة توينتي ، هولندا
- المعهد الوطني للعلوم التطبيقية ، فرنسا
- جامعة ودج التقنية ، بولندا

جامعات الشركاء المساعدين
- معهد مونتيري للتقنية والتعليم العالي ، المكسيك

## التنظيم والأنشطة
يجتمع مجلس إدارة الائتلاف الأوروبي للجامعات الابتكارية التنفيذي، المكوّن من رئيس الجامعة أو نائب الرئيس ومنسق محلي عن كل مؤسسة عضو، مرتين في السنة. ويُعدّ المنسق المحلي الشخص المسؤول عن نقل المعلومات المتعلقة بالأنشطة والمشاريع والندوات، حيث يقوم بإبلاغ الجامعة الشريكة حول أنشطة الائتلاف الأوروبي للجامعات الابتكارية.
تُنظّم أنشطة الائتلاف ضمن أربعة مجالات أساسية:
- تحسين تنقل الطلاب والمدرسة العليا للائتلاف
- تطوير الموارد البشرية
- مثلث المعرفة
- سياسات الاتحاد الأوروبي

بالإضافة إلى اللجان التوجيهية، توجد مجموعات عمل مخصصة لأعضاء الهيئة الإدارية والأكاديمية في المؤسسات الأعضاء.